# Ƨ
La S reflejada o segundo tono (Ƨ , ƨ) es una letra del alfabeto latino extendido. Fue utilizado sobre todo en el antiguo alfabeto del zhuang estándar que se usó desde 1957 hasta 1986 y también aparece en los alfabetos de otros idiomas.

## Uso
En el antiguo alfabeto zhuang (alfabeto mixto) designaba el segundo tono ([˧˩] en IPA). En 1986, los caracteres especiales de tonos de este alfabeto fueron reemplazados por letras latina, en el caso de Ƨ por la Z.
En el alfabeto de Franc Serafin Metelko para el idioma esloveno (1825), era la undécima letra del alfabeto y denotaba el sonido [ə].

## Ortografía
El diseño de esta letra es similar al número 2 (de donde proviene la letra) y a la letra cirílica en cursiva Г (г).